# Cine de Cuba

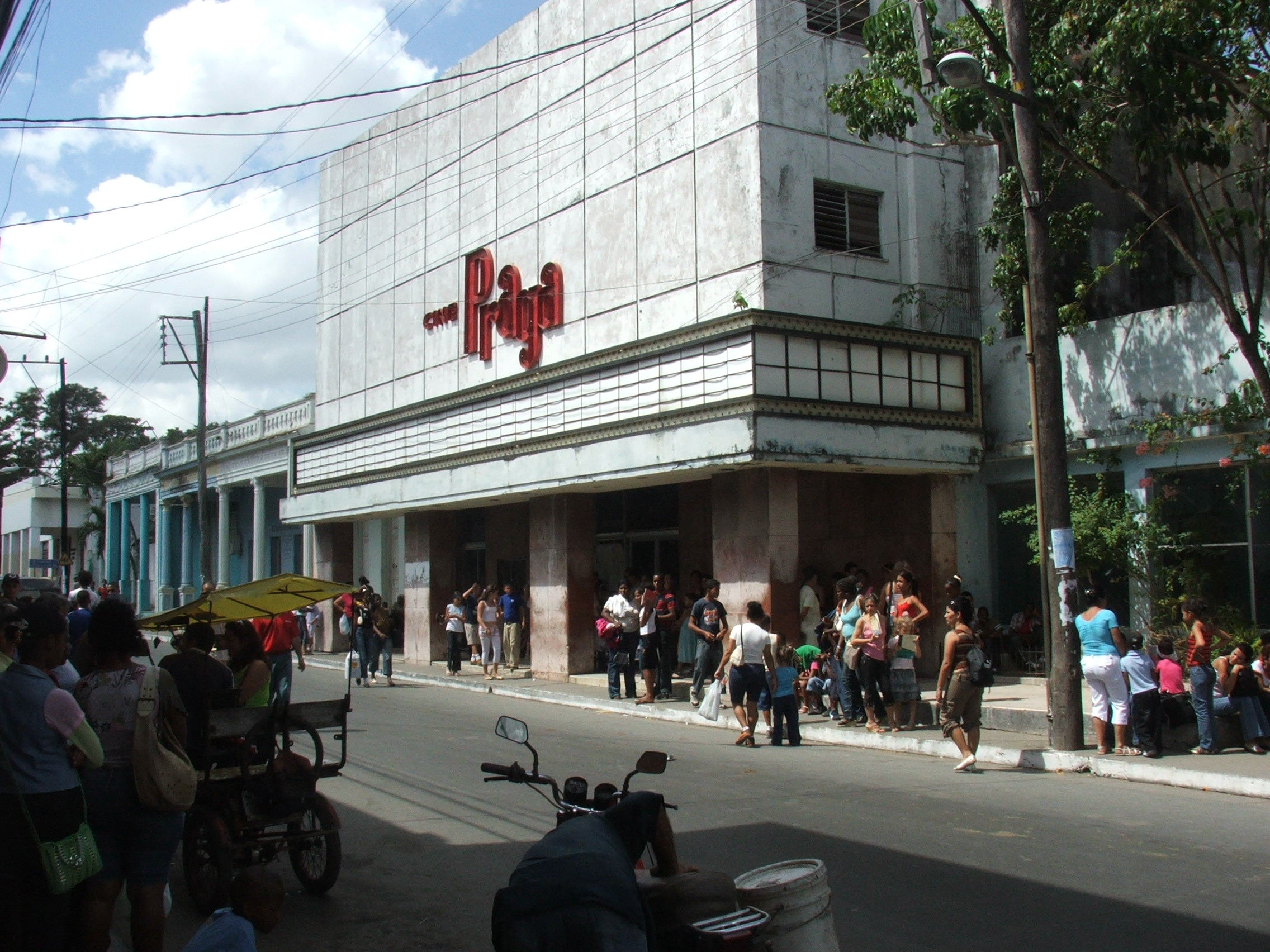
Cine Praga en Pinar del Río, Cuba.

El cine de Cuba o cine cubano fue introducido a la isla a principios del siglo XX, con el inicio de la producción cinematográfica que produjo alrededor de 80 películas completas antes del triunfo de  la Revolución cubana en 1959. En su mayoría, estas películas trataban sobre melodramas. Después del triunfo de la revolución, Cuba entró al período conocido como la «época de oro del cine cubano».

## Historia

### Primeros años
Después de que los hermanos Auguste y Louis Lumière inventaran y popularizaran el cinematógrafo, se dedicaron a viajar por las principales ciudades y capitales del continente americano. El 24 de enero de 1897, Gabriel Veyre llevó el primer cinematógrafo a La Habana desde México. La primera presentación se llevó a cabo en el Paseo del Prado n.º 126, al lado del teatro Tacón, hoy llamado Gran Teatro de La Habana. Cuatro cortometrajes fueron mostrados: Partida de cartas, El tren, El regador y el muchacho y El sombrero cómico. Las entradas costaban 50 centavos, 20 para niños y militares. Poco después, Veyre protagonizó el primer filme producido en la isla, llamado Simulacro de incendio, un documental sobre los bomberos de La Habana.
En esta primera fase de introducción, se caracterizaron ciertos sitios para el cine en Cuba: Panorama Soler, Salón de variedades o ilusiones ópticas, Paseo del Prado #118 y Vitascopio de Edison, entre otros. El teatro Irioja (actualmente llamado teatro Martí) fue de los primeros teatros en presentar películas como atracción. Los primeros teatros para cine fueron instalados por José A. Casasús, actor, productor y empresario. El primero llamado Floradora y que luego fue renombrado por Alaska.
Desde 1932 (unos pocos años antes de la Segunda Guerra Mundial), el cine europeo y estadounidense se expandieron a otras ciudades importantes de América Latina, y los empresarios de Hollywood coparon el mercado.
El primer género que se produjo a gran escala fue el de revisión histórica. En Cuba, películas como El capitán Mambí y Libertadores o guerrilleros (1914), de Enríque Díaz Quesada con el apoyo del General Mario García Menocal se destacan. Díaz Quesada adaptó a película una obra española del novelista Joaquín Dicenta en 1910, una tendencia de la época, que adaptaba obras literarias a películas, como también imitaciones a Charles Chaplin, comedias francesas y aventuras de vaqueros. El período de producción de películas mudas se extendió hasta 1937, cuando la primera película completa de ficción se produjo.

### Cine cubano antes del triunfo de la revolución cubana
El gran actor y Director cubano  René Cardona  produjo, escribió, dirigió y protagonizó el primer largometraje hablado en español, hecho en Hollywood: Sombras habaneras(1929).La actriz y soprano cubana  Carolina Segrera  protagoniza el cortometraje sonoro en idioma español  The Cuban Nightingale  (1929) y El Director de orquesta cubano  Don Azpiazu  musicaliza la película  Espérame (1932) protagonizada por  Carlos Gardel, Posteriormente filma en Nueva York, al lado del cantante cubano  Antonio Machín , los cortometrajes sonoros  Don Azpiazu and his cuban ensemble (1933) y  Don Azpiazu the Rhumba  (1933), en el sistema Movietone
Antes del triunfo de la Revolución cubana de 1959 el total de películas filmadas fue de aproximadamente 80 películas completas. Se destacaron  La Virgen de la Caridad(1930) protagonizada por Miguel Santosy dirigida por  Ramòn Peòn, en donde se incorporan sonidos incidentales ,  Maracas y bongó (1932) cortometraje que incorpora sonido óptico coproducido por los cineastas  Max Tosquella   y Arturo “Musie” del Barrio. La película  La serpiente roja(1937) dirigida por Juan Orol con las actuaciones de Pituka de Foronda y Aníbal de Mar ,  Romance en el Palmar  (1938) dirigida por Ramón Peón con la actuaciòn de Rita Montaner. 
 Ahora Seremos Felices(1938) con las actuaciones de Gustavo Rojo, Rubén Rojo, Pituka de Foronda  y Mapy Cortés  y  Una Aventura Peligrosa (1939) con las actuaciones de Rosita Fornes y Aníbal de Mar. Muchos actores cubanos también hicieron presencia en México y Argentina. Músicos como Ernesto Lecuona, Bola de Nieve o Rita Montaner también actuaron o participaron en la banda sonora de películas de diferentes países.
Cabe destacar el Cineclub de La Habana fundado por Germán Puig y Ricardo Vigón en 1948, que en 1951 tomaría el nombre de Cinemateca de Cuba.

### Cine cubano después del triunfo de la revolución cubana
En los primeros días de 1959, se creó un departamento cinematográfico dentro de la Dirección de Cultura del Ejército Rebelde, la cual produjo documental como Esta tierra nuestra de Tomás Gutiérrez Alea, y La vivienda de Julio García Espinosa. Este departamento fue el antecesor de lo que se convertiría en el ICAIC (Instituto Cubano del Arte y la Industria Cinematográficos), fundado en marzo de 1959, como resultado de la primera ley de cultura.
Al período comprendido entre 1959 y 1969, muchos críticos cinematográficos lo bautizaron como la «Época de oro del cine cubano», generalmente por la producción de Lucía (1968) por Humberto Solás y Memorias del subdesarrollo (1968) por Tomás Gutiérrez Alea. Estos dos directores son catalogados como los dos mejores que ha tenido Cuba. En 1974 recibió mucha difusión el documental De cierta manera, de Sara Gómez, una inteligente crítica al machismo y el racismo aun existentes en Cuba. La película Memorias del subdesarrollo fue seleccionada entre las 100 mejores películas de todos los tiempos por la Federación Internacional de Clubes de Cine, pero probablemente la más notable de la última década del siglo XX fue la película Fresa y chocolate (1993) por Tomás Gutiérrez Alea y Juan Carlos Tabío. Trata sobre intolerancia y presenta la amistad entre un homosexual y un joven revolucionario militante de la Unión de Jóvenes Comunistas. Fue la primera película cubana nominada a los premios Óscar.
Esta época de inicios de cine revolucionario también se destacó por una fuerte censura a jóvenes realizadores que su único delito era el de mostrar un cine documental experimental o espontáneo, como el "free cinema", siendo el caso más escandaloso el documental realizado por Orlando Jiménez Leal y Sabá Cabrera Infante, PM, un retrato de La Habana nocturna, solo con la mirada de la cámara sin apoyo de luces, sin entrevistas, ante paisajes nocturnos en los que la rumba y los tragos eran el paisaje que se movía como sombras en la noche. Un sencillo documental, pero para muchos críticos, una auténtica joya del cine experimental.
El documental, para algunos funcionarios seguidores del nuevo proceso revolucionario y carentes de cualquier visión estética y artística, PM, no reflejaba al verdadero cubano enfrascado en su preparación para afrontar una eminente acción por parte del gobierno de los Estados Unidos, no mostraba a ese miliciano con un fusil dispuesto a morir por la Patria.
PM fue prohibida y confiscada y terminó dando paso al famoso discurso pronunciado por Fidel Castro en la Biblioteca Nacional, Palabras a los intelectuales, cuyo lema principal fue «Con la Revolución todo, contra la Revolución nada».
El importante director de fotografía Néstor Almendros fue expulsado de la revista Bohemia por elogiar el filme de Jiménez Leal y Cabrera Infante. También fue censurado por su documental Gente en la playa, del mismo estilo que PM, realizado en una playa del litoral habanero.
Otra rama del cine cubano es el de documentales y cortometrajes. El documental Now (1965) de Santiago Álvarez es considerado por algunos críticos como el primer videoclip en la historia. El documental combina una canción con una sesión ininterrumpida de imágenes que muestran la discriminación racial en los Estados Unidos.
En 1960 se crea el Departamento de Dibujos Animados del ICAIC, principal productora de animados en Cuba. En 1980 pasa a llamarse Estudios de Películas de Animación del ICAIC y en el año 2000 la empresa coge su nombre actual: Estudios de Animación del ICAIC (conocida popularmente como Dondé se hacen los muñes cubanos. Entre sus producciones están las series Filminutos y Elpidio Valdés(1974-2015), un personaje que representa a un guerrero mambí batallando por la independencia cubana de la ocupación española en el siglo XIX. La serie fue muy popularizada entre los infantes cubanos. Otro filme de animación destacado fue Vampiros en La Habana (1983), también de Juan Padrón sobre un científico vampiro que inventa una fórmula antisolar para vampiros a la que nombró Vampisol . El primer filme de animación creado por este departamento fue El Maná de Jesús de Armas. En sus primeros años los estudios hacia animados para apoyar campañas como la alfabetización, la defensa y otras. Desde inicios de la década de 1970 la producciones de este departamento comienzan a ser aptas para público infantil. Entre ellas las primeras temporadas de la saga de cortometrajes de Elpidio Valdés. En la década de 1980 se tiene un considerable desarrollo en la producción de dibujos animados en Cuba. La mayoría de las obras continúan siendo cortometrajes y series para niñas y niños. Se destacaron creadores como Juan Padrón, Tulio Raggi, y Mario Rivas. De Juan Padrón destaca los primeros capítulos de la serie humorística Filminutos y los tres primeros largometrajes de animación en Cuba: Elpidio Valdés(1980), Elpidio Valdés contra Dólar y Cañon(1981) y la muy gustada Vampiros en la Habana(1985).
En 1977, se crea en La Habana los Talleres de Cine-Debate en el Teatro "Varona" de la Universedad de La Habana, por parte del Dr. Raimundo Torres Díaz, de este grupo surge la idea de la creación del Movimiento Nacional de Cine Aficionados de Cuba,  compuesto por Raimundo Torres Díaz, Sergio Vitier García Marruz (profesor de música en el cine), Jackie de la Nuez (profesor de Guion Cinematográfico), Bárbara Beltrán Camejo (profesora de música en el cine), Rolando Baute (edición y montaje del ICAIC), Tomás Gutiérrez Alea ("Titón") quien fuera profesor de Dirección Cinematográfica de dicho Movimiento de Cine Aficionados, Tito Junco (profesor de Actuación Cinematográfica), Héctor García Mesa (profesor de Historia en el cine). Este Movimiento creó la primera escuela de cinematografía de La Habana,(la cual se convertiría posteriormente en la Escuela Internacional de San Antonio de los Baños) se llevaron a cabo tres Festivales uno de ellos Internacional, puede verse en Facebook en la página de "Movimiento Nacional de Cine Aficionados de Cuba" donde se documenta todo esto.La actividad del Movimiento Nacional de Cineaficionados de Cuba, cesa en 1981 con la emigración de sus principales directores. Este Movimiento de Cineaficionados editaba su propia revista de cine sin aliños políticos de ninguna especie y contó con una participación de más de 30,000 miembros activos.
Otro ícono del cine cubano fue el Noticiero ICAIC Latinoamericano, dirigido por Alfredo Guevara, actual presidente de la ICAIC. Años después fue dirigido por el director Santiago Álvarez y el mexicano Rodolfo Espino, productor de documentales. Otro evento importante es el Festival Internacional del Nuevo Cine Latinoamericano, el cual se celebra cada año en La Habana desde 1979, de los más importantes en Latinoamérica.
La Escuela Internacional de Cine, Televisión y Video de San Antonio de los Baños ―localizada en San Antonio de los Baños, en inmediaciones de La Habana―, financiada por la Fundación del Nuevo Cine Latinoamericano y Gabriel García Márquez, fue la continuación de la escuela del Movimiento Nacional de Cineaficionados de Cuba (MNCAC) creada también para que estudiantes latinoamericanos fueran a Cuba a estudiar dirección, guion, fotografía y edición.
El ICAIC también contiene la Cinemateca de Cuba que al frente del fallecido Héctor García Mesa obtuvo los niveles más altos de Calidad en sus trabajos e inició el programa de Cinemóviles, que lleva el cine a regiones apartadas de las urbes. El ICAIC ayudó a promocionar el Grupo de Experimentación Sonora, entre 1969 y 1977, el cual influenció y patrocinó la música de Cuba, en especial la Nueva Trova. Figuras como Silvio Rodríguez, Pablo Milanés y Leo Brouwer, fueron algunos de los artistas que se participaron en el programa.

### Cine cubano de los años 1990 y delsigloXXI
En esta etapa, han destacado las obras de jóvenes realizadores cubanos, presentadas en la Muestra Nacional de Nuevos Realizadores del ICAIC (2000- Actualidad), principalmente compuesta por documentales y cortometrajes realizados en formato digital, y con presupuestos independientes. Entre los nuevos autores del cine independiente cubano se destacan Miguel Coyula, Carlos M. Quintela, Alejandro Alonso, Armando Capo, Carlos Lechuga, Eduardo del Llano, Pavel Giroud, Esteban Insausti, Arturo Infante, Ernesto Daranas, Damian Sainz, Karel Ducases, Alina Rodríguez, Aram Vidal, Susana Barriga, Alejandro Brugués, Ian Padrón, Humberto Padrón, Luis Leonel León, Ricardo Bacallao, Carlos Rodríguez, Gustavo Pérez, entre muchos otros. También se han destacado autores de gran experiencia, como Fernando Pérez, por obras como Madagascar (1994), La vida es silbar (1998), y Suite Habana (2003). 
Existen notables diferencias entre el cine cubano realizado antes de 1990, principalmente con presupuesto del ICAIC, y el cine posterior a la caída de la URSS. A partir de ese momento histórico y hasta la actualidad, se han diversificado las formas de producción del cine y el video en Cuba, principalmente a partir de la llegada de las tecnologías digitales. Además, se ha dado una mayor apertura para abordar temas críticos acerca de la sociedad cubana actual, aunque estos documentales y filmes suelen proyectarse solo en festivales de cine y muestras de poca distribución, y no llegan a ser transmitidos en la televisión nacional. 
El futuro del cine cubano es incierto, pero dada la tradición histórica de este género en el país es probable que la producción continúe, apoyada por la existencia de escuelas de cine como la del ISA, y San Antonio de los Baños, y festivales de gran prestigio internacional, como el Festival Internacional de Cine de La Habana. Actualmente los cineastas de Cuba discuten la creación de una Ley Nacional de Cine, que establecería un marco legal claro y transparente para la creación de cine independiente a nivel industrial, que podría ser una vía de lograr mayor diversidad temática, así como de obtener fondos internacionales para la renovación y el desarrollo del Cine cubano.
De acuerdo con el investigador cubano Rafael Rojas, el surgimiento en los últimos años de decretos como el 349, que intenta regular las fronteras de la comunidad artística, y el 373, que busca delimitar esas fronteras específicamente en el sector cinematográfico, forma parte de una estrategia de «contención jurídica del cambio social en Cuba»: «la nueva legislación oficial en materia de cine y producción audiovisual es un intento de confiscar la voz al ciudadano desde el Estado».

## Directores y actores de Cuba

### Directores
- Alberto Roldan
- Santiago Álvarez
- Luis Felipe Bernaza
- Enrique Colina
- Octavio Cortázar
- Miguel Coyula
- Juan Carlos Cremata
- Mario Crespo
- Fausto Canel
- Rolando Díaz
- Roberto Fandiño
- Sergio Giral
- Pavel Giroud
- Luis Leonel León
- Ricardo Bacallao
- Manuel Octavio Gómez
- Sara Gómez (1942-1974)
- Nicolás Guillén Landrián
- Tomás Gutiérrez Alea
- Orlando J. Leal
- Humberto López y Guerra
- Eduardo Manet
- Jorge Molina
- Raúl Molina
- Humberto Padrón
- Juan Padrón
- Enrique Pineda Barnet
- Raimundo Torres Díaz
- Fernando Pérez
- Mario Rivas
- Jorge Luis Sánchez
- Humberto Solás
- Ramón F. Suárez
- Juan Carlos Tabío
- Miguel Torres
- Pastor Vega
- Fernando Villaverde
- Jorge Sotolongo

### Actores y actrices
- Carlos A. Acosta
- William Levy
- Carlos Ever Fonseca
- Idalia Anreus (1932-1998)
- Jacqueline Arenal
- Renny Arozarena
- Mario Balmaseda
- Rogelio Blaín
- Blanca Rosa Blanco
- Rubén Breñas
- Mario Cimarro
- Samuel Claxton
- Sergio Corrieri
- Vladimir Cruz
- René de la Cruz
- César Évora
- Luis Alberto García
- Ana de Armás
- Daisy Granados
- Mirtha Ibarra
- Tito Junco
- Adolfo Llauradó
- Verónica Lynn
- Reinaldo Miravalles
- Eva Mendes (establecida en el cine anglófono).
- Enrique Molina
- Mijail Mulkay
- Mónica Alonso Solares
- Eslinda Nuñez
- Susana Pérez
- Jorge Perugorría
- Silvia Planas
- Raúl Pomares
- Alberto Pujol
- Enrique Santiesteban
- Isabel Santos
- Ernesto Tapia
- Beatriz Valdés
- Thais Valdés
- Coralia Veloz
- Consuelito Vidal
- Patricio Wood
- Salvador Wood

## Festivales de cine en Cuba
- Festival Internacional del Nuevo Cine Latinoamericano de La Habana
- Festival de Cine Europeo en Cuba.
- Primer Festival Nacional del Movimiento de Cine Aficionados de Cuba (MOCAC) 1978.
- Segundo Festival Nacionaldel Movimiento de Cine Aficionados de Cuba (MOCAC) 1979.
- Tercer Festival y primero Internacionaldel Movimiento de Cine Aficionados de Cuba (MOCAC) 1980.